# 刺胞動物
刺胞動物（しほうどうぶつ、英: Cnidaria）とは、刺胞動物門に属する約11,000種にのぼる動物の総称である。ほぼ全てが水界に生息し、大部分が海産である。触手に「刺胞」と呼ばれる、物理的または化学的刺激により毒液を注入する針（刺糸、しし）を備えた細胞内小器官をもつ細胞があることからこの名で呼ばれる。放射相称、二胚葉性。体腔はなく、唯一の腔所である胃腔の開口は口と肛門を兼ねる。雌雄異体。漂泳性（クラゲ型）と付着性（ポリプ型）という生活様式の異なる２つの型を持ち、両者は上下を逆さにした形である。単体と群体がある。
中胚葉が形成されない二胚葉性の動物であるとされるが、細胞性である間充織を中胚葉とみなし、ヒドロ虫綱以外の刺胞動物を三胚葉性とみなす事も多い。
かつては有櫛動物（クシクラゲ類）と共に腔腸動物門として分類されていたが、有櫛動物は刺胞動物とは体制が大きく異なることから、現在では異なる門として整理されている。刺胞動物は先カンブリア時代の地層にも、化石として姿をとどめている。

## 特徴
二胚葉の動物であり、体を形成している細胞はおもに外側の外胚葉と、内側の内胚葉の2層からなる。これらの間には「中膠」（ちゅうこう。膠はにかわを指す。）とよばれる寒天状の組織（間充織）がある。クラゲでは「中膠」が特に発達している。体制は付着性のポリプ型と、漂泳性のクラゲの2種類の様式がある。ポリプはほぼ円筒形で、反口側で器物に付着し、口盤の周囲に触手を並べる。サンゴなどのように群体を形成するものも多い。クラゲは傘状でその周囲に触手が並ぶ。クラゲは一般にはプランクトンとして生活している。生活環のなかにどちらか一方しか持たないものもあるが、これらの様式を交互に繰り返していく種も多い。ポリプ型は無性生殖をするものが多く、クラゲ型とポリプ型を持つものは世代交代をすると言われることがある。なお、この二つの中間的な型として、円筒形の体の側面から触手を出す型があり、これをアクチヌラという。一部のヒドロ虫類の幼生に見られる。なお、生物としてのクラゲについてはクラゲを、体制としてのクラゲについてはクラゲ (体制)を参照。
原始的であるが、体を形成する組織・器官の分化が見られる。海綿動物とは異なり、個体性も基本的には明確である。独立した消化器や循環器系をもたず、胃水管系とよばれる体内の腔所がこれらの機能を担っている。肛門はなく、口によって摂食、排泄の両方をおこなう。体表面には原始的な感覚器や筋細胞が存在する。特にクラゲ類では平衡胞や眼が発達したものもある。網目状の神経系を形成しているが、中枢神経は分化していない。これを散在神経系という。
刺胞動物はすべて基本的には肉食性であり、触手に接触した動物を刺胞の毒で麻痺させたり、刺胞から出る粘着性の刺糸でからめとって、摂食している。ただし、共生藻類を持ち、共生藻から有機物を得ているものもある。多くの種は海産で、海表面から深海底、砂泥の間隙中まで、多様な場所に見られる。淡水に生息する種や、チョウザメなど魚類に寄生する種類もいる。
約7億年前の化石であるエディアカラ生物群から、クラゲ様の形態を持つ動物の化石（ネミアナ）がみつかっており刺胞動物の祖先型かと考えられた時期もあるが、現在は全く別の動物だとする考えが支配的である。刺胞動物門の起源について、ヒドロ虫綱が最も原始的であるとする説（ヘッケル説）と、花虫綱が最も原始的であるとする説（ハッジ説）の2つの見解があるが、近年の分子生物学的な研究では、後者を支持する知見が得られている。

## 分類
ヒドロ虫綱、Polypodiozoa綱、箱虫綱、十文字クラゲ綱、鉢虫綱及び花虫綱の6綱に分類される。このうちの箱虫綱と十文字クラゲ綱は少し前までは鉢虫綱に所属させていたため、現在でもそのような体系を取る本が少なくない。クラゲ型の生活様式をとらない花虫綱のみを花虫亜門 Anthozoa として、ヒドロ虫綱、箱虫綱、十文字クラゲ綱及び鉢虫綱の4綱を水母亜門（クラゲ亜門）Medusozoa としてまとめることもある。
また、最近の系統解析で刺胞動物の仲間とされる粘液胞子虫などが含まれるミクソゾア亜門 Myxozoa を設ける場合もある。

### ヒドロ虫綱
ヒドロ虫綱 Hydrozoa には、ヒドラやカツオノエボシなどが属する。ポリプ型、クラゲ型の両方を持ち、どちらが優勢かは群によって異なり、どちらかのみをもつ種も含まれる。いずれも、プラヌラ幼生とよばれる幼生の時点では単独で自由に遊泳できる。
- 花クラゲ目 Anthomedusae - カミクラゲ、ウラシマクラゲ、エダアシクラゲ、カツオノカンムリ、ギンカクラゲ、ヒドラ、オトヒメノハナガサ、サンゴモドキ、アナサンゴモドキ
- 管クラゲ目 Siphonophora - カツオノエボシ、ボウズニラ、ヨウラククラゲ、ハナワクラゲ、シダレザクラクラゲ、ヒトツクラゲ
- 軟クラゲ目 Leptomedusae - オワンクラゲ、フサウミコップ
- 淡水クラゲ目 Limnomedusae - ハナガサクラゲ、マミズクラゲ、カギノテクラゲ
- レンズクラゲ目 Laingiomedusae - カントクラゲ
- アクチヌラ目 Actinulidae - ハラモヒドラ
- 硬クラゲ目 Trachymedusae - カラカサクラゲ
- 剛クラゲ目 Narcomedusae - ツヅミクラゲ、ニチリンクラゲ

### ポリポジオゾア綱
ポリポジオゾア綱 Polypodiozoa には、ポリポジウム属の唯一の種 Polypodium hydriforme Ussow, 1885 のみが属し、系統学上の位置は不明である。チョウザメの卵細胞中に寄生する。

### 箱虫綱
箱虫綱 Cubozoa には、アンドンクラゲなどが属する。クラゲ型の漂泳性の生活様式をしている。かつては鉢虫綱に含まれていたが、独立した綱として取り扱われるようになった。
- 立方クラゲ目 Cubomedusae - アンドンクラゲ、ハブクラゲ、オーストラリアウンバチクラゲ

### 十文字クラゲ綱
十文字クラゲ綱 Staurozoa は、クラゲ型でありながら、傘の頂部より生えた柄の先端で海藻などに付着して生活しており、底生性である。かつては鉢虫綱に含まれていたが、独立した綱として取り扱われるようになった。
- 十文字クラゲ目 Stauromedusae - アサガオクラゲ、ムシクラゲ、ジュウモンジクラゲ

### 鉢虫綱
鉢虫綱 Scyphozoa には、ミズクラゲやタコクラゲなどが属する。クラゲ型の漂泳性の生活様式が発達した、いわゆるクラゲである。
- 冠クラゲ目 Coronatae - ムラサキカムリクラゲ、クロカムリクラゲ、エフィラクラゲ
- 旗口クラゲ目 Semaeostomeae - ミズクラゲ、ユウレイクラゲ、アカクラゲ
- 根口クラゲ目 Rhizostomeae - タコクラゲ、エビクラゲ、ビゼンクラゲ、エチゼンクラゲ、サカサクラゲ
- 羽クラゲ目 Pteromedusae - プラヌラクラゲ

### 花虫綱
花虫綱 Anthozoa には、サンゴやイソギンチャクなどが属する。生活環のすべての時点でポリプ型の生活様式をとる。
- 八放サンゴ亜綱 Octocorallia 
  - 共莢目 Helioporacea （アオサンゴ目（青珊瑚目）Coenothecalia
  - ウミエラ目（海鰓目）Pennatulacea
  - ウミトサカ目（海鶏冠目） Alcyonaea

- 六放サンゴ亜綱 Hexacorallia 
  - イソギンチャク目（磯巾着目） Actiniaria
  - ツノサンゴ目（黒珊瑚目） Antipatharia
  - ハナギンチャク目（花巾着目） Ceriantharia
  - ホネナシサンゴ目（骨無珊瑚目） Corallimorpharia
  - イシサンゴ目（石珊瑚目） Scleractinia
  - スナギンチャク目（砂巾着目） Zoanthidea (= Zoanthiniaria)
  - †Cothoniida
  - †Heliolitida
  - †Heterocorallia
  - †Hexanthiniaria
  - †Kilbuchophyllida
  - †Numidiaphyllida
  - †Rugosa
  - †Tabulaconida
  - †Tabulata

## 系統
以下に系統樹の1例を示す。

|  | 八放サンゴ亜綱                                                        |
|  |                                                                       |
|  | \| \| 六放サンゴ亜綱 \| \| \| \| \| \| ハナギンチャク亜綱 \| \| \| \| |
|  |                                                                       |
|  | 六放サンゴ亜綱                                                        |
|  |                                                                       |
|  | ハナギンチャク亜綱                                                    |
|  |                                                                       |

|  | 六放サンゴ亜綱     |
|  |                    |
|  | ハナギンチャク亜綱 |
|  |                    |

|  | ポリポジオゾア綱 |
|  |                  |
|  | ミクソゾア綱     |
|  |                  |

|               | 十文字クラゲ綱                                    |
|               |                                                   |
| Rhopaliophora | \| \| 箱虫綱 \| \| \| \| \| \| 鉢虫綱 \| \| \| \| |
|               | \| \| 箱虫綱 \| \| \| \| \| \| 鉢虫綱 \| \| \| \| |
|               | 箱虫綱                                            |
|               |                                                   |
|               | 鉢虫綱                                            |
|               |                                                   |

|  | 箱虫綱 |
|  |        |
|  | 鉢虫綱 |
|  |        |

|               | 十文字クラゲ綱                                    |
|               |                                                   |
| Rhopaliophora | \| \| 箱虫綱 \| \| \| \| \| \| 鉢虫綱 \| \| \| \| |
|               | \| \| 箱虫綱 \| \| \| \| \| \| 鉢虫綱 \| \| \| \| |
|               | 箱虫綱                                            |
|               |                                                   |
|               | 鉢虫綱                                            |
|               |                                                   |

|  | 箱虫綱 |
|  |        |
|  | 鉢虫綱 |
|  |        |

|  | ポリポジオゾア綱 |
|  |                  |
|  | ミクソゾア綱     |
|  |                  |

|               | 十文字クラゲ綱                                    |
|               |                                                   |
| Rhopaliophora | \| \| 箱虫綱 \| \| \| \| \| \| 鉢虫綱 \| \| \| \| |
|               | \| \| 箱虫綱 \| \| \| \| \| \| 鉢虫綱 \| \| \| \| |
|               | 箱虫綱                                            |
|               |                                                   |
|               | 鉢虫綱                                            |
|               |                                                   |

|  | 箱虫綱 |
|  |        |
|  | 鉢虫綱 |
|  |        |

|               | 十文字クラゲ綱                                    |
|               |                                                   |
| Rhopaliophora | \| \| 箱虫綱 \| \| \| \| \| \| 鉢虫綱 \| \| \| \| |
|               | \| \| 箱虫綱 \| \| \| \| \| \| 鉢虫綱 \| \| \| \| |
|               | 箱虫綱                                            |
|               |                                                   |
|               | 鉢虫綱                                            |
|               |                                                   |

|  | 箱虫綱 |
|  |        |
|  | 鉢虫綱 |
|  |        |

|  | 八放サンゴ亜綱                                                        |
|  |                                                                       |
|  | \| \| 六放サンゴ亜綱 \| \| \| \| \| \| ハナギンチャク亜綱 \| \| \| \| |
|  |                                                                       |
|  | 六放サンゴ亜綱                                                        |
|  |                                                                       |
|  | ハナギンチャク亜綱                                                    |
|  |                                                                       |

|  | 六放サンゴ亜綱     |
|  |                    |
|  | ハナギンチャク亜綱 |
|  |                    |

|  | ポリポジオゾア綱 |
|  |                  |
|  | ミクソゾア綱     |
|  |                  |

|               | 十文字クラゲ綱                                    |
|               |                                                   |
| Rhopaliophora | \| \| 箱虫綱 \| \| \| \| \| \| 鉢虫綱 \| \| \| \| |
|               | \| \| 箱虫綱 \| \| \| \| \| \| 鉢虫綱 \| \| \| \| |
|               | 箱虫綱                                            |
|               |                                                   |
|               | 鉢虫綱                                            |
|               |                                                   |

|  | 箱虫綱 |
|  |        |
|  | 鉢虫綱 |
|  |        |

|               | 十文字クラゲ綱                                    |
|               |                                                   |
| Rhopaliophora | \| \| 箱虫綱 \| \| \| \| \| \| 鉢虫綱 \| \| \| \| |
|               | \| \| 箱虫綱 \| \| \| \| \| \| 鉢虫綱 \| \| \| \| |
|               | 箱虫綱                                            |
|               |                                                   |
|               | 鉢虫綱                                            |
|               |                                                   |

|  | 箱虫綱 |
|  |        |
|  | 鉢虫綱 |
|  |        |

|  | ポリポジオゾア綱 |
|  |                  |
|  | ミクソゾア綱     |
|  |                  |

|               | 十文字クラゲ綱                                    |
|               |                                                   |
| Rhopaliophora | \| \| 箱虫綱 \| \| \| \| \| \| 鉢虫綱 \| \| \| \| |
|               | \| \| 箱虫綱 \| \| \| \| \| \| 鉢虫綱 \| \| \| \| |
|               | 箱虫綱                                            |
|               |                                                   |
|               | 鉢虫綱                                            |
|               |                                                   |

|  | 箱虫綱 |
|  |        |
|  | 鉢虫綱 |
|  |        |

|               | 十文字クラゲ綱                                    |
|               |                                                   |
| Rhopaliophora | \| \| 箱虫綱 \| \| \| \| \| \| 鉢虫綱 \| \| \| \| |
|               | \| \| 箱虫綱 \| \| \| \| \| \| 鉢虫綱 \| \| \| \| |
|               | 箱虫綱                                            |
|               |                                                   |
|               | 鉢虫綱                                            |
|               |                                                   |

|  | 箱虫綱 |
|  |        |
|  | 鉢虫綱 |
|  |        |